# Лодьма (станция)
Лодьма — железнодорожная станция (разъезд) Архангельского региона Северной железной дороги.
Находится в Приморском районе Архангельской области, на 42 км линии Архангельск-Город — Карпогоры-Пассажирские. Рядом находится населённый пункт Разъезд Лодемский Боброво-Лявленского сельского поселения.
Поезда, следующие из Архангельска в Карпогоры и обратно, останавливаются в Лодьме на 2 минуты.

### Карты
- Станция Лодьма. Публичная кадастровая карта
- Станция Лодьма на карте Wikimapia